# Григор Угаров
Григор Угаров (псевдоним на Григор Ангелов Кошев) е български писател. Известен като автор на произведения за деца и юноши с приключенска и научна тематика.

## Биография
Григор Угаров е роден на 5 август 1911 г. в село Челопечене, Софийска област. Завършва прогимназия в Челопечене и Земеделския институт Хаслев-Хойшкуле в Хаслев, Дания (1928 – 1932).
Библиотекар в Софийския окръжен съд, в Съдебната палата и в Съвета на адвокатската колегия (от 1935). Началник-отдел „Култура“ при Районния народен съвет „Васил Левски“ в София.
За пръв път печата през 1929 г. във в. „Инвалид“. Сътрудничи на вестниците „Заря“, „Хоровод“, „Литературен живот“, „Светлоструй“, „Славейче“, и на списанията „Росица“ (1935), „Земя и труд“, „Час“, „Горчив смях“. Редактира библиотека „Огнище“.
Известен с приключенските и научнопопулярните си творби, предназначени за деца и юноши.
Сценарист на филма „Белоградчишките скали“.
Умира на 30 септември 1983 г.